# Rändajad
 (mars 2012).
Si vous disposez d'ouvrages ou d'articles de référence ou si vous connaissez des sites web de qualité traitant du thème abordé ici, merci de compléter l'article en donnant les références utiles à sa vérifiabilité et en les liant à la section « Notes et références ».
Singles de Urban Symphony
Päikese Poole
(2009)
Rändajad (Français : Nomades ou Voyageurs) est une chanson du groupe estonien Urban Symphony, composée par Sven Lõhmus pour représenter l'Estonie au Concours Eurovision de la chanson 2009.

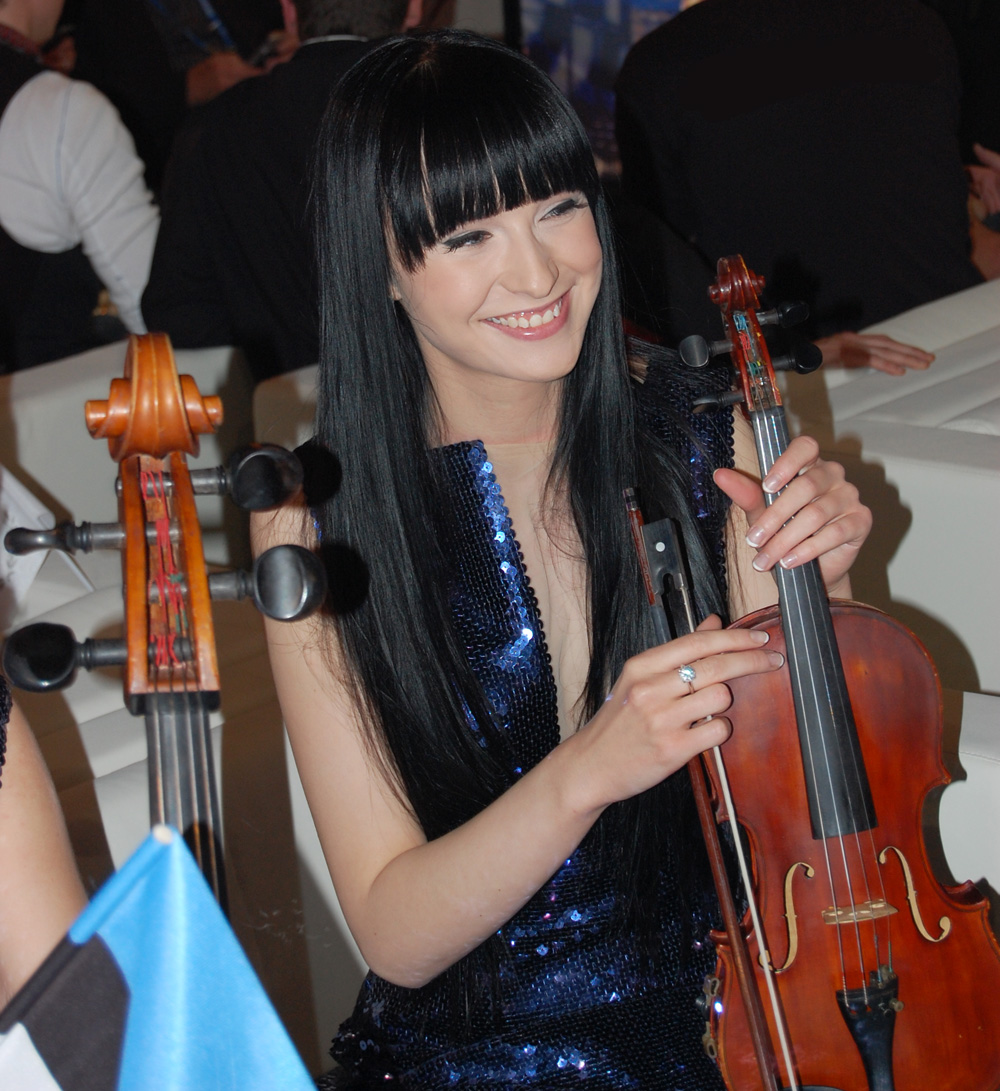
chanteuse du groupe Sandra Nurmsalu à l'Eurovision 2009.

La chanson concourt lors de la seconde semi-finale qui se déroule le 14 mai 2009. L'Estonie se qualifie pour la finale (une première depuis l'introduction des demi-finales). Lors de la finale du 16 mai 2009, Urban Symphony finit à la 6e place avec 129 points, meilleur résultat depuis Sahlene avec Runaway en 2003. Cette année-là, Rändajad est la chanson en langue étrangère (autre que l'anglais) la mieux classée.
"Rändajad" est la première chanson en estonien à apparaître dans les charts britanniques, belges et suisses.
"Rändajad" raconte une histoire d'interminables trajets de nomades, à travers des déserts de sable. La chanson peut-être considérée comme une métaphore de la vie, et la chanteuse, Sandra Nurmsalu, souligne que "nous sommes tous des voyageurs". La musique mêle sons électroniques avec des performances sur le violon, alto, et violoncelle.
Urban Symphony a été accompagné de deux choriste sur scène, Mirjam Mesak et Marilin Kongo (qui accompagna, en choriste, Getter Jaani sur scène en 2011 avec Rockefeller Street).
Le producteur, Sven Lõhmus, a adapté la célèbre BO du film Zorro "I want to spend my lifetime loving you" composé par James Horner et Will Jennings.
Il a pour sa part écrit "Let's Get Loud" interprétée par Suntribe (qui termina 20e avec 31 points en demi-finale à l'Eurovision 2005) et "Rockefeller Street" interprétée par Getter Jaani (qui finit 24e avec 44 points en finale et 9e avec 60 points en demi-finale, à l'Eurovision 2011).

## Chart positions
| Chart (2009)                  | Peak position |
| ----------------------------- | ------------- |
| Belgian Singles Chart         | 68            |
| Estonian Singles Chart        | 3             |
| Finnish Singles Chart         | 10            |
| Greek Billboard Singles Chart | 8             |
| Lithuanian Singles Chart      | 4             |
| Swedish Singles Chart         | 14            |
| Swiss Singles Chart           | 86            |
| UK Singles Chart              | 117           |